# Velten
Velten là một đô thị thuộc huyện Oberhavel, bang Brandenburg, Đức.